# Florvil Hyppolite
Florvil Hyppolite (Cabo Haitiano, 2 de março de 1828 - Porto Príncipe, 24 de março de 1896) foi presidente do Haiti.